# Dan Morrison
Dan Morrison (19 de febrero de 1974) es un luchador profesional estadounidense, más conocido como Danny Doring por su trabajo en Extreme Championship Wrestling con su compañero Roadkill. También trabajó en World Wrestling Entertainment en la revivida ECW.

## Vida personal
Doring tiene una esposa y tres hijos; un niño y dos gemelas.
Cuando era joven, soñaba con convertirse en luchador profesional. Su ídolo era Randy "Macho Man" Savage.
Es fan de los Dallas Cowboys y los ve jugar en su tiempo libre.
El 10 de diciembre de 2016, representó a la Dallas Cowboys Nation en el Metlife Stadium.

## Carrera

### 1996-2001
Doring fue entrenado por Taz, Bubba Ray Dudley y Perry Saturn en el ECW House of Hardcore durante 1996. Una vez su entrenamiento fue completado, se unió al plantel de ECW, enfrentándose a Taz en su lucha debut en mayo de 1997. El gimmick original de Doring era el de un luchador que usaba sumisiones poco emocionantes y tenía vértigo, por lo que no utilizaba movimientos aéreos. Cuando el público gritaba "aburrido", Doring pretendía que era a él a quien coreaban. 
En diciembre de 1997, Doring cambió su gimmick al de un mujeriego y formó un improbable tag team junto con su compañero Roadkill, graduado de House of Hardcore. Fueron dirigidos por Miss Congeniality hasta que dejó ECW en 1999 para unirse a la World Wrestling Federation y después por Elektra hasta que los traicionó en el 2000. 
Doring y Roadkill rápidamente se embarcaron en un feudo con Nova y Chris Chetti. Esto siguió a una serie de combates con Simon Diamond & Johnny Swinger y Josh Matthews & Christian York. El equipo obtuvo el Campeonato Mundial en Parejas de ECW el 3 de diciembre de 2000 en el pago por visión, Massacre on 34 Street, derrotando a Tony Mamaluke & Little Guido. Retuvieron el título hasta que ECW se declaró en bancarrota en marzo de 2001.
Después de esto, Doring estuvo trabajando para la XPW (Xtreme Pro Wrestling), empresa que tenía un estilo hardcore parecido al de ECW. Obtuvo el Campeonato de Televisión de XPW.

### 2002-presente
Danny Doring luchó para XPW, teniendo una rivalidad con "Rock Superstar" Kaos. Obtuvo el Campeonato Mundial de la Televisión de XPW en 2002 y lo perdió el 16 de noviembre de 2002 frente al mismo Kaos. Doring y su compañero Roadkill hicieron apariciones en Total Nonstop Action Wrestling. Doring apareció en el show de reencuentro de ECW promocionado por WWE, ECW One Night Stand 2005 el 12 de junio de 2005. Desde entonces compitió en combates de prueba en SmackDown, junto a Roadkill. El 5 de mayo de 2006 WWE anunció, a través de su servicio de noticias para dispositivos móviles, que Doring había firmado un contrato para aparecer en la venidera marca, ECW. Doring apareció en un episodio de ECW enfrentando a Mike Knox, siendo derrotado. Después de perder su lucha frente a Rob Van Dam en el episodio del 22 de agosto de ECW, Van Dam y él fueron atacados por Hardcore Holly, quien hacía su regreso. Fue despedido de WWE en diciembre de 2006.
Doring apareció en el evento Holiday Homecoming de Maryland Championship Wrestling en Glen Burnie, Maryland el 28 de diciembre de 2006, luchando bajo el nombre de The Sugarmask (como este lo sugiere, usando una máscara) en el combate de apertura, frente a DJ Hyde. Después de haber vencido a Hyde, se desenmascaró para revelar su identidad a la afición. Doring debutó en la función titulada Badge of Honor de One Force Pro Wrestling el 5 de enero de 2008. Salió vencedor en un four-way elimination match, donde lucharon también Mike Reed, Nick Berk y Rockin' Rebel. En la función Never Surrender de Force One, el 16 de marzo de 2008, Doring derrotó a Breaker Morant, obteniendo el Campeonato Peso Pesado de Force One Pro Wrestling. En Pledge of Allegiance 2: These Colors Don't Run, el 3 de mayo de 2008, venció nuevamente a Breaker Morant. El 21 de junio de 2008, en Justice For All, perdió el título —ahora conocido como Campeonato Peso Pesado de NWA Force One Pro Wrestling— frente a Stevie Richards. No tuvo éxito en su combate de revancha por el título y desde entonces se espera su regreso a la promoción. También enfrentó a F.B.I. con su compañero Roadkill, derrotándolos el 6 de octubre de 2012 en la primera función de House of Hardcore.
En junio de 2015, bajo el nombre de Danny Morrison, sirvió como comentarista en House of Hardcore TV.

## En lucha
- Movimientos finales y de firma
  - Wham, Bam, Thank You Ma'am (Lifting double underhook DDT)

- Movimientos de firma
  - Back elbow
  - Bareback (Shoulder jawbreaker)
  - Danaconda (Diving leg drop)
  - Enzuigiri
  - G-Spot (Forward Russian legsweep)
  - Pearl Necklace (Cutter)
  - German suplex
  - Neckbreaker
  - Panty Drop (Diving elbow drop)
  - Superkick
  - Running elbow smash a un oponente en la esquina
  - Snap DDT

- Managers
  - Angelica / Miss Congeniality
  - Elektra
  - Lance Wright

- Apodos
  - «Dastardly»
  - «The Danaconda»

## Campeonatos y logros
- Assault Championship Wrestling
  - ACW Hardcore Championship (1 vez)

- Extreme Championship Wrestling
  - ECW World Tag Team Championship (1 vez) - con Roadkill

- Xtreme Pro Wrestling
  - XPW World Television Championship (1 vez)

- Force One Pro Wrestling
  - Force One Pro Wrestling Heavyweight Championship (1 vez)

- Maryland Championship Wrestling
  - MCW Heavyweight Championship (1 vez)[4]
  - MCW Tag Team Championship (1 vez) - con Danny Jaxx
  - ECW FTW Heavyweight Championship (1 vez)

- Mid-Eastern Wrestling Federation
  - MEWF Heavyweight Championship (1 vez)

- NWA Florida
  - NWA Florida Heavyweight Championship (2 veces)

- NWA Upstate
  - NWA Upstate Heavyweight Championship (2 veces) - Reinado más largo

- Pro Wrestling Illustrated
  - Situado en el N°118 en los PWI 500 de 2001[5]

- World Wrestling Stars Alliance
  - WWSA Championship (1 vez)[6]

- Wrestling Action of Today
  - WAT Florida Heavyweight Championship (1 vez)
  - WAT Championship of the Galaxy (1 vez)